# Rotbachbrücke
Die Rotbachbrücke war eine Stahlbeton-Bogenbrücke westlich von Teufen. Sie führte die Strasse Teufen–Appenzell über das Rotbachtobel, das an dieser Stelle die Grenze zwischen dem Kanton Appenzell Ausserrhoden und dem Kanton Appenzell Innerrhoden bildet. Die in den 1920er-Jahren gebaute Brücke genügte in den 1980er-Jahren den Verkehrssicherheitsanforderungen nicht mehr und wies erhebliche Schäden auf, weshalb eine neue Rotbachbrücke gebaut wurde und die alte Brücke 1985 gesprengt wurde.

## Geschichte

Lehrgerüst der Rotbachbrücke

Die Rotbachbrücke wurde nach verschiedenen Vorstudien als Notstandsarbeit in den 1920er-Jahren gebaut. Sie ersetzte als Talbrücke einen tiefliegenden Steg über den Rotbach bei der unteren Lochmühle. Die Bauherrschaft waren die Gemeinde Teufen und der Innerrhoder Bezirk Schlatt-Haslen, die durch Adolf Schläpfer, dem Kantonsingenieur von Appenzell Ausserrhoden vertreten wurde. Auftragnehmer waren die Firmen H. & F. Frutiger aus Bern und H. Marugg aus Teufen. Für den Bau der Brücke war ein Lehrgerüst notwendig, für das 230 m³ Holz benötigt wurde. Nach dem Betonieren wurde das Lehrgerüst abgesenkt, indem der Sand aus den Sandtöpfen unter den Füssen des Lehrgerüstes abgelassen wurde. Die Brücke wurde in erstaunlich kurzen sieben Monaten gebaut: die Baustelle wurde am 25. April 1924 bezogen, das Lehrgerüst war am 20. Juli fertiggestellt, die Betonierarbeiten am 3. September, sodass das Lehrgerüst am 15. Oktober abgesenkt werden konnte und dessen Abbruch begonnen werden konnte. Nachdem die Vorbrücken fertig betoniert waren und der Belag der Fahrbahnplatte fertiggestellt war, befuhr am 15. November das erste Fuhrwerk die Brücke. Die Baustelle war noch vor Jahresende am 20. Dezember 1924 geräumt.
In den 1980er-Jahren genügte die 60-jährige Brücke den Ansprüchen der Verkehrssicherheit nicht mehr. Nachdem das private Projekt eines Stausees bei Teufen nicht zustande kam – die Krone des Staudamms hätte als Strassenübergang über das Rotbachtobel dienen können, wurde ein Ersatzneubau geplant. Im Gegensatz zur alten Brücke wurde die neue Brücke etwas talwärts geradlinig über das Tobel geführt, sodass die beiden engen Kurven am Ende der alten Brücke entfielen. Die neue Brücke wurde in den Jahren 1982 bis 1984 gebaut, anschliessend wurde die alte Brücke am 18. September 1985 durch Genietruppen der Schweizer Armee gesprengt. Dazu wurde 47 kg Sprenggelatine verwendet, die auf 168 Bohrlöcher verteilt war. Gegen den Abbruch der Brücke regte sich Widerstand aus Heimat- und Naturschutz, welche die mit ihrem S-förmigen Grundriss einzigartige Brücke als Unikat erhalten wollten und verhindern wollten, dass der Schutt der Brücke im Tobel verbleibt. Auch eine Volksinitiative und der Widerstand des Künstlers H. R. Fricker konnten den Abbruch nicht verhindern. In diesem Zusammenhang taufte Fricker in einer Kunstperformance die Brücke in Ida-Schläpfer-Brücke um.

## Bauwerk

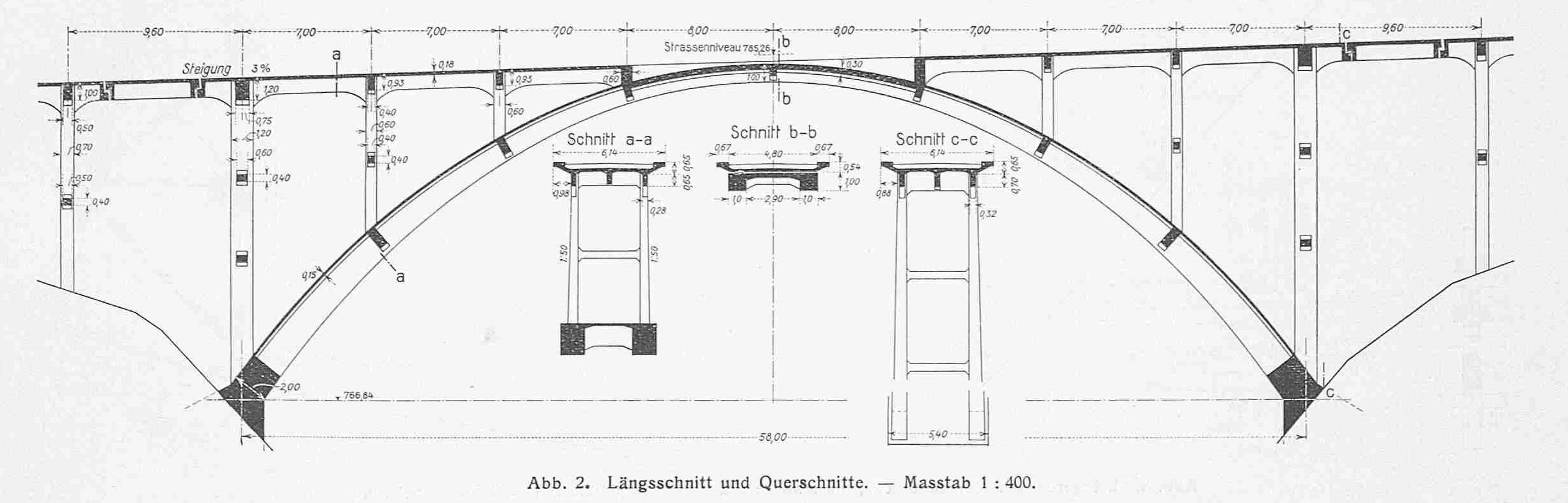
Längsschnitt und Querschnitt der Rotbachbrücke

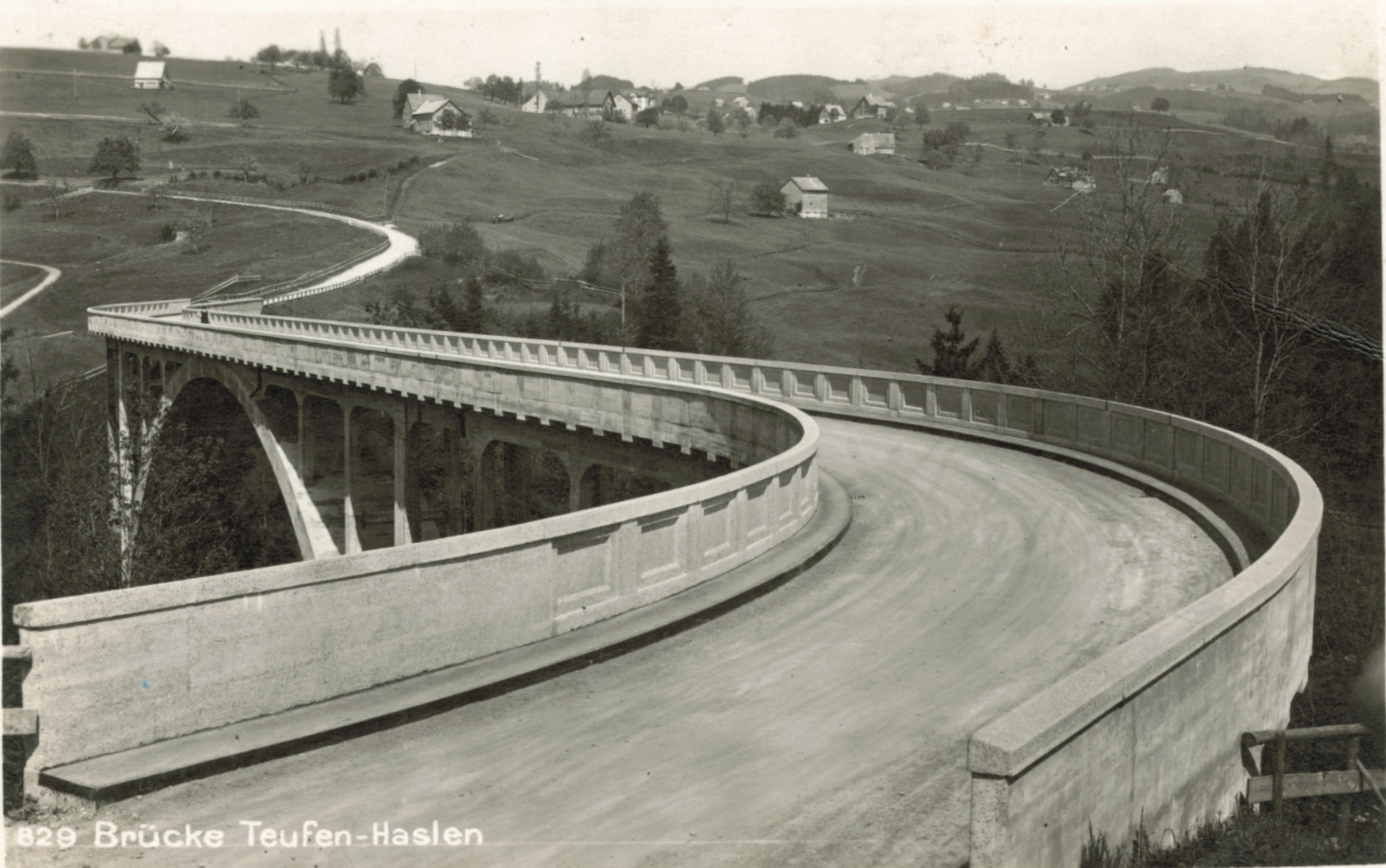
Typische S-förmige Fahrbahnführung auf der Brücke

Die Rotbachbrücke wurde als Bogenbrücke in Stahlbeton ausgeführt. Der Grundriss der Brücke war S-förmig, weil die Vorbrücken zum Hauptbogen in einer Kurve lagen. Dadurch konnte der Hauptbogen an der schmalsten Stelle des Rotbachtobels angeordnet werden, was aber dazu führte, dass die westliche Zufahrt in einem engen Bogen mit nur 33 m innerem Radius lag, um einem Sumpf auszuweichen. Auf der östlichen Seite musste ebenfalls eine Kurve mit 50 m Radius angeordnet werden, um eine hohe Dammschüttung für das Strassentrasse zu vermeiden.
Der Hauptbogen der Brücke hatte eine Stützweite von 58 m. Er bestand aus zwei Rippen ohne Gelenk, die im Scheitel durch eine Platte zusammengehalten wurden und auf jeder Seite durch zwei weitere Querträger verbunden waren. Jede Rippe hatte am Fusspunkt die Dimensionen 1,5 × 2 m, am Scheitelpunkt 1 × 1 m.
Die Fahrbahnplatte war als 6,14 m breiter Plattenbalken mit drei Stegen als Versteifung ausgebildet. Die Fahrbahn war 4,8 m breit, sodass auf beiden Seiten 67 cm für die 90 cm hohe, ebenfalls aus Stahlbeton bestehende Brüstung verblieb, die mit einer Natursteinkrone abgeschlossen wurde. Beide Hauptpfeiler über den Widerlagern des Bogens sowie die Platte im Scheitel trugen die Fahrbahnplatte, die zusätzlich pro Seite von zwei H-förmigen Pendelstützen gestützt wurde, die im Abstand von sieben Metern angeordnet waren. Die Pfeiler bestanden aus zwei Pfosten, die mit Querträgern zu einem Rahmen verbunden waren. Die Fahrbahnplatte war als Gerberträger ausgebildet, der über Vor- und Hauptbrücke durchlief. Zwischen Hauptbrücke und den ersten Pfeilern der Vorbrücken war jeweils ein 4,5 m langes Stück Fahrbahnplatte eingehängt, dessen Fugen gleichzeitig die Aufgabe hatten, die Längsdehnung der verschiedenen Brückenbauteile aufzunehmen.